# Franz von Roques (Offizier)

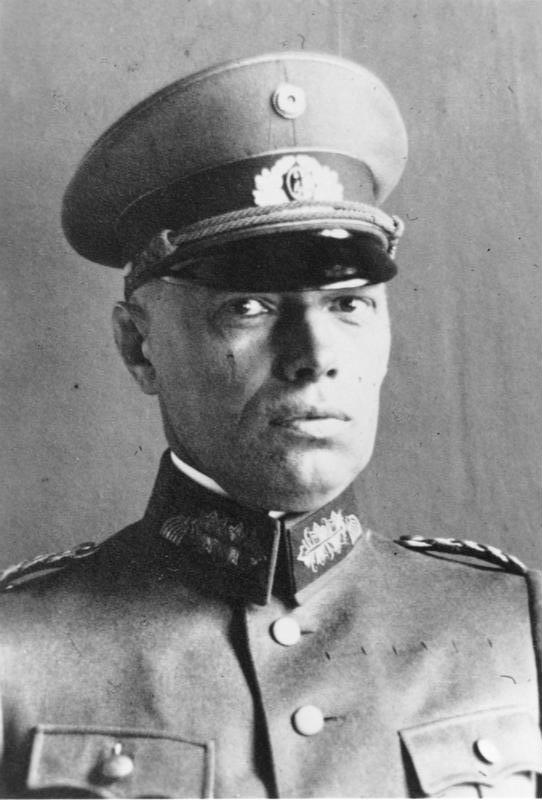
Franz von Roques 1931 als Generalmajor

Franz von Roques (* 1. September 1877 in Treysa; † 7. August 1967 ebenda) war ein deutscher General der Infanterie im Zweiten Weltkrieg und Kriegsverbrecher. Im Ersten Weltkrieg war er an der Westfront und in Stäben eingesetzt. Im Zweiten Weltkrieg war er von März 1941 bis März 1943 Befehlshaber des Rückwärtigen Heeresgebietes der Heeresgruppe Nord an der Ostfront. Trotz Anwendung von Terror bekam er die Partisanen-Verbände in seinem Gebiet nicht unter Kontrolle, sondern verlor ab Mitte 1942 zunehmend die Kontrolle über sein Heeresgebiet. Am 1. April 1943 wurde er in die Führerreserve versetzt. Die Verabschiedung aus der Wehrmacht erfolgte am 31. Juli 1943.

## Familie
Franz von Roques entstammte einem hugenottischen Adelsgeschlecht. Etwa eine Viertelmillion Hugenotten floh ab 1685 nach dem Edikt von Fontainebleau unter König Ludwig XIV. aus Frankreich, meist nach Württemberg, Brandenburg-Preußen und in die Landgrafschaft Hessen-Kassel, um ihren protestantischen Glauben bewahren zu können. In Hessen-Kassel waren die männlichen Mitglieder der Familie Roques zunächst hauptsächlich Beamte und später Offiziere. Im 19. Jahrhundert gab es sechs Offiziere in der Familie. Sein Vater Christian war Sanitätsrat in Treysa. Roques besuchte das Wilhelmsgymnasium in Kassel und machte dort 1896 sein Abitur. 1904 heiratete er Hildegard Schülke, Tochter eines Ingenieurs aus Jena. 1906 wurde eine Tochter und 1914 der Sohn Friedrich Karl geboren, der später Arzt wurde.
Franz von Roques war der Cousin des drei Jahre jüngeren Karl von Roques, später ebenfalls General der Infanterie und Befehlshaber des Rückwärtigen Heeresgebietes Mitte. Dieser hatte ebenfalls das Wilhelmsgymnasium in Kassel besucht. Ein weiterer Cousin der beiden war der Arzt Kurt Rüdiger von Roques.

## Militärkarriere
Roques trat 1896 als Zweijährig-Freiwilliger in das 1. Kurhessische Infanterie-Regiment Nr. 81 der preußischen Armee ein, in dem schon mehrere Mitglieder seiner Familie als Offiziere gedient hatten. Er absolvierte die Kriegsschule und zeigte dort durchschnittliche Leistungen, wobei ihm Führungsqualitäten bei seinem Abschlusszeugnis am 16. Juni 1897 bescheinigt wurden. Anschließend zum Sekondeleutnant befördert, diente Roques als Bataillons- und Regimentsadjutant. Im Jahr 1905 bestand er die Militär-Dolmetscher-Prüfung in Französisch. 1910 zum Großen Generalstab in Berlin kommandiert, absolvierte Roques als Oberleutnant ab 1912 die Preußische Kriegsakademie.

### Erster Weltkrieg
Nach Beginn des Ersten Weltkrieges wurde Hauptmann Roques als Generalstabsoffizier in einer Division und einem Armeekorps an der Westfront eingesetzt. Der Kommandeur der 113. Infanterie-Division und der Kommandierende General des bayerischen III. Armee-Korps schlugen Roques für höhere Verwendungen vor. Ab Mitte 1915 kommandierte er ein Bataillon, mit dem er bei Verdun und an der Somme kämpfte.
Es folgten Einsätze als Quartiermeister im I. Armee-Korps und als Erster Generalstabsoffizier bei der 239. Infanterie-Division. Nach Absolvierung des Sedan-Kurses für Generalstabsoffiziere folgte ab 1917 seine Verwendung als Stabsoffizier im X. Armee-Korps. Zu Weihnachten 1917 wurde er kurzzeitig zum Stab des Karpaten-Korps in die Bukowina kommandiert. Das Kriegsende erlebte er bei Stellungskämpfen seines Korps im Elsass.

In seinem Kriegstagebuch, welches sich im Bundesarchiv in Freiburg befindet, sind seine Erfahrungen im Krieg niedergelegt. Er berichtet darin von Sturmangriffen, dem Gaskrieg und Gedanken als Stabsoffizier. Ferner sammelte er zahlreiche Dokumente seines Dienstes. Auch sind persönliche Briefe an seine Frau aus dem Krieg erhalten. Franz von Roques scheint, so legen es seine Briefe nahe, sein Vertrauen in die alte Führungsschicht des Kaiserreichs im Laufe des Krieges verloren zu haben. Er sah die politischen Zustände scheinbar offener und klarer als die meisten anderen Offiziere. Er schrieb am 25. Oktober 1918:

„Die Sozialdemokraten kann man nicht für den Ausgang verantwortlich machen, ebenso wenig die neue Regierung, sie zieht nur die Folgerungen aus der Lage, die sie vorgefunden hat und was man auch sonst über die neue Regierung sagen mag, schlechter als die alte kann sie nicht sein, das ist einfach nicht möglich.“

 Ferner schreibt er:

„Ich hoffe, dass wir in Zukunft mit unserem Geld auskommen werden, wenn wir auch bei der Teuerung keine großen Sprünge machen können.“

 Roques glaubte, anders als viele Offizierskollegen niemals an die so genannte Dolchstoßlegende, nach der das im Felde siegreiche Heer durch oppositionelle „vaterlandslose“ Zivilisten aus der Heimat einen „Dolchstoß von hinten“ erhalten habe.

### Zwischenkriegsjahre
Von Ende 1918 bis zur Demobilisierung und Auflösung April 1919 war Roques wieder beim 1. Kurhessischen Infanterie-Regiment Nr. 81. Bis Oktober 1919 war er Verbindungsoffizier zu den auf linksrheinischer Seite stehen französischen Besatzungstruppen. Er wurde mit nur 4000 anderen Offiziere aus den etwa 34.000 verbliebenen Offizieren des „Alten Heeres“ ausgewählt, in die Vorläufige Reichswehr übernommen und zum Kommandeur der Nachrichten-Abteilung 10 ernannt. Als es zum so genannten Kapp-Putsch kam, zeigten seine Briefe an seine Frau, dass Roques eindeutig zu den gemäßigten bürgerlichen Kräften zählte. Er schrieb am 22. März 1920:

„Das Unternehmen Kapp-Lüttwitz war auch ein Verbrechen, und ich würde die Urheber glatt an die Wand stellen, denn letzten Endes hat das den Bolschewismus entfesselt. Man wird ja hoffentlich der Sache Herr werden, aber der Bürgerkrieg ist da. Es gehen unendliche Werte verloren, die Arbeit steht überall, die Hungersnot kommt näher. Es ist wirklich keine Freude mehr zu leben.“

Anfang Februar 1923 erfolgt seine Beförderung zum Oberstleutnant und Mitte 1923 seine Versetzung nach Berlin, wo er Chef des Stabes beim Inspekteur der Nachrichtentruppe wurde. Am 1. Januar 1928 wurde er zum Oberst befördert. Im April 1929 erfolgte seine Ernennung zum Inspekteur der Nachrichtentruppe. Am 1. Februar 1931 folgte die Ernennung zum Generalmajor und Versetzung als Infanterieführer VI nach Hannover. Am 4. Februar 1932 kam es zur Ernennung zum Generalleutnant. Zum 15. August 1933 reichte er seinen Abschied ein, da ihm vom Heerespersonalamt mitgeteilt wurde, dass „die geringe Zahl höchster Führerstellen“ eine weitere Verwendung unmöglich machte. Sein Dienst endete am 1. Oktober 1933. In den nächsten Jahren lebte er als Pensionär in Frankfurt. Von Juli 1938 bis Oktober 1938 wurde Roques zum ersten Mal reaktiviert und beim Generalkommando IX eingesetzt.

### Zweiter Weltkrieg bis Anfang März 1941
Im September 1939 wurde Roques das zweite Mal reaktiviert und Kommandeur der Division Nr. 177 in Wien. Die Division Nr. 177 war für die Ausbildung der Ersatztruppen des XVII. Armeekorps zuständig. Als Kommandeur eines Ausbildungsverbandes war Roques scheinbar unzufrieden, sondern wäre gerne Frontkommandeur geworden, wie er seiner Frau schrieb. Am 25. Mai 1940 wurde er General zur besonderen Verwendung (z. b. V.) I eines Stabes zur Aufstellung neuer Divisionen in Nürnberg. Sein Stab wurde mit Beginn des Westfeldzugs erst nach Belgien und später an die Front nach Frankreich beordert. Erst nach dem Waffenstillstand erhielt er kurzzeitig das Kommando über die „Grüne Linie“, welche den besetzten vom unbesetzten Teil Frankreichs teilte. In einem Brief an seine Frau kam wiederholt eine kritische Haltung zur Führung zum Ausdruck. Roques schrieb z. B. am 1. Juli 1940:

„Man folgt Napoleons Spuren und verewigt die Feindschaft. Es fehlt jeder Vorwand der Loslösung, wie er für Polen und Oberschlesien bestand. Die Rückgabe Elsass-Lothringens ist selbstverständlich, darüber hinaus sollte man bescheiden sein und keine ‚Lösung für 1000 (!) Jahre‘ versuchen.“

Er schrieb am 19. Juli 1940 prophetisch, im Anschluss an die Siegesrede Adolf Hitlers gegen Frankreich vor dem Reichstag

„Welche Gefahren liegen in der Zeit? Amerika, Russland, Rohstofffrage auch.“

Am 15. August 1940 wurde von Roques General für die Ausbildung der in Frankreich eingesetzten Landesschützenbataillone mit dem Dienstsitz im Hotel Claridge an den Champs-Élysées.

### Befehlshaber des Rückwärtigen Heeresgebietes Nord
Am 16. März 1941 wurde Franz von Roques Befehlshaber des Rückwärtigen Heeresgebietes („Berück“) der Heeresgruppe Nord. Er übernahm damit seinen Posten und Stab noch vor dem Angriff im Juni 1941. Nachdem die Wehrmacht Ende Juni / Anfang Juli 1941 Lettland eingenommen hatte, erfuhr er vom Massenmord an den lettischen Juden und protestierte bei Generalfeldmarschall Wilhelm Ritter von Leeb, dem Oberbefehlshaber der Heeresgruppe Nord, dagegen. Leeb wies ihn an, sich „rauszuhalten“. Doch Roques hielt sich nicht daran, sondern legte weiterhin dar, dass die exzessive Gewalt es erschwere, die Bevölkerung für eine Zusammenarbeit mit den Deutschen zu gewinnen.

Ab dem 11. Oktober 1941 übernahm Roques für einen Monat das Kommando über einen Kampfverband aus der 126. Infanterie-Division und der spanischen Blauen Division an der Wolchow-Front im Bereich der 16. Armee. Der Verband war damals an schweren Kämpfen um die Stadt Tichwin beteiligt. Roques schrieb 1951 über diese Zeit:

„Wenn meine Tätigkeit am Wolchow auch nur ein Zwischenspiel war, so bildete sie doch insofern den Höhepunkt meines soldatischen Lebens, als es mir vergönnt war, einen großen Verband vor dem Feind zu führen.“

 Während seiner Abwesenheit hatte der Kommandeur der 207. Sicherungsdivision, Generalleutnant Carl von Tiedemann, ihn vertreten. Am 27. Oktober 1942 verlieh Franco Franz von Roques das Großkreuz III. Klasse des spanischen Militär-Verdienstordens für seinen Einsatz mit der spanischen Division. Er wurde für diesen Einsatz ebenfalls mit Spange zum Eisernen Kreuz II. und I. Klasse ausgezeichnet.

In Roques’ Stab war von Anfang an eine sehr kritische Meinung über den Ostfeldzug verbreitet. In einem Buch schrieb 1950 Peter Kleist, bis November 1941 Verbindungsoffizier des Reichsministeriums für die besetzten Ostgebiete, über die Meinungen dieses Stabes:

„Den ganzen Krieg, nicht zuletzt den Ostfeldzug nannten sie einen militärischen Wahnsinn.“

Der Stabschef des Berücks, Oberstleutnant der Reserve Arno Kriegsheim, wurde im Mai 1942 unehrenhaft aus dem Heer entlassen, weil er dem Nachfolger von Kleist, dem Hauptmann Unterstab, bei zwei Treffen im November bzw. im Dezember 1941 seine Meinung über die tatsächliche Kriegslage mitgeteilt hatte. Unterstab hatte dieses an seine Vorgesetzten gemeldet und diese Meldung kam bis zum Reichsführer SS Heinrich Himmler und dem Reichsminister für die besetzten Ostgebiete Alfred Rosenberg. Roques konnte Kriegsheim, vor dem Krieg Sonderbeauftragter für die Reichsernährungssicherung und ferner NSDAP-Mitglied und Hauptsturmführer der allgemeinen SS, nicht helfen, sondern nur eine Versetzung von Unterstab erreichen. Kriegsheim und Roques verband ein „enges Vertrauensverhältnis“. Beide hatten vor dem Ersten Weltkrieg mehrfach, u. a. an der Kriegsakademie und im Generalstab, zusammen gedient.
Im Winter 1941/42 kam es bei der Zivilbevölkerung in den Städten des Heeresgebietes Nord wie im gesamten besetzten Teil der Sowjetunion zu einer Hungersnot. Im Frühjahr 1942 konnte nur ein Teil der Felder bestellt werden, da im Winter 60.000 Panjewagen samt Pferden von der Wehrmacht und anderen Dienststellen beschlagnahmt worden waren. Roques hatte gefordert, die Gespanne zurückzugeben und die Truppen an der Frühjahrsbestellung zu beteiligen. Im altrussischen Teil des Heeresgebietes ließ Roques Volksküchen in Betrieb nehmen und führte im April ein Lebensmittelkartensystem ein. Wegen der niedrigen festgesetzten Preise entwickelte sich ein Schwarzmarkt mit Schnaps und Zigaretten als Währung. Roques forderte im Mai von der Heeresgruppe Nord, ein Verbot von Versorgungsfahrten von Soldaten nach Estland, Teil seines Heeresgebietes, zu erlassen. Auch später waren Soldaten an Schwarzmarktgeschäften beteiligt. Roques befahl mit der Verwaltungsanordnung Nr. 5, dass sämtliche Freiflächen in Städten für den Anbau von Nahrungsmitteln zu verwenden seien. Im Heeresgebiet Nord gab es eine relativ gute Zusammenarbeit mit der Wirtschaftsinspektion Nord, welche für die wirtschaftliche Nutzung zuständig war. Beide lagen im Konflikt über Zuständigkeiten mit der Zivilverwaltung im Generalkommissariat Estland. Als die Ernte 1942 teilweise besser ausfiel als erwartet, wurde von der Wirtschaftsinspektion Nord das Ablieferungssoll stark erhöht. Proteste des Stabes des Heeresgebiets blieben erfolglos. Es kam zu passivem Widerstand der Bauern gegen die Ablieferung. Auch im Winter 1942/43 musste die Stadtbevölkerung hungern.
Am 1. April 1943 wurde er wie einige andere ältere Offiziere vom Divisionskommandeur an aufwärts an der Ostfront in die Führerreserve versetzt. Im Rahmen der Aktion „Winterfestigkeit“ versetzte das Heerespersonalamt damals diejenigen Generale, „die den hohen Anforderungen des russischen Winters voraussichtlich nicht mehr gewachsen“ seien, in die Führerreserve. Zur Verabschiedung erhielt er für seine Leistungen im rückwärtigen Heeresgebiet das Deutsche Kreuz in Silber verliehen. Ferner erhielt er ein persönliches Dankesschreiben Hitlers. Im Schreiben erwähnte Hitler den Beitrag von Roques zur Sicherung der Front am Wolchow im Winter 1941/42. Die Verabschiedung aus der Wehrmacht erfolgte am 31. Juli 1943. Nachdem er schwere Bombenangriffe auf Frankfurt am Main erlebt hatte, zog er mit seiner Frau zurück in seine Geburtsstadt Treysa.

### Partisanenbekämpfung im Heeresgebiet Nord unter Roques Kommando

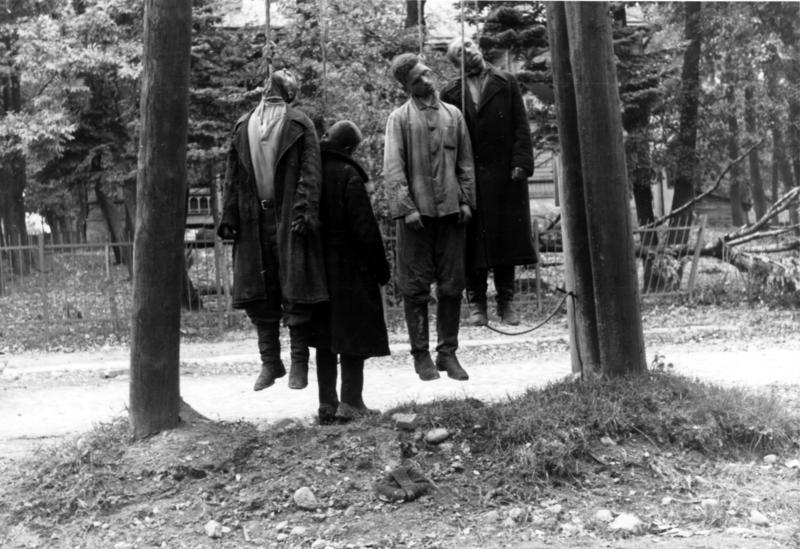
Erhängte Männer, August 1941

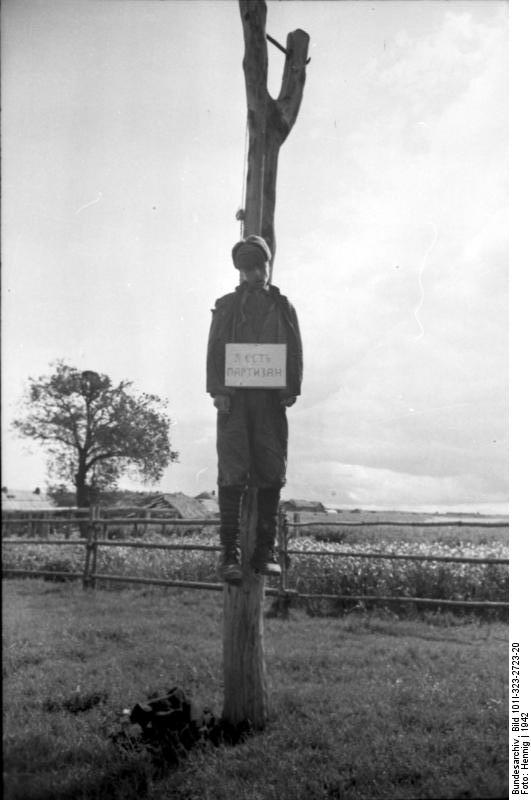
Erhängter angeblicher Partisan, 1942

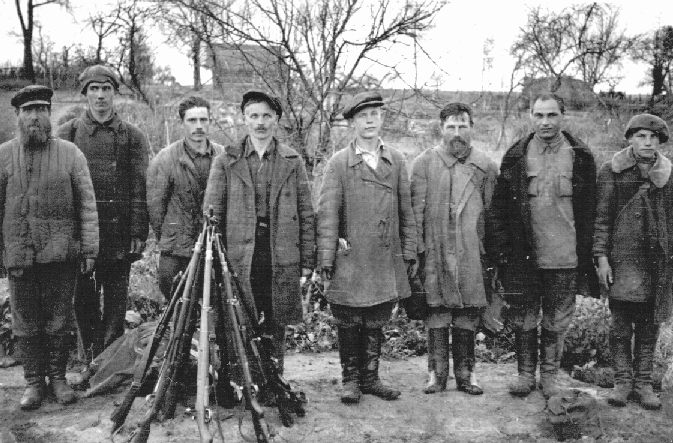
Auf deutscher Seite kämpfende Sicherungskräfte. Originalbildbeschriftung des Privatbilds: Partisanenjäger, Sommer 1942

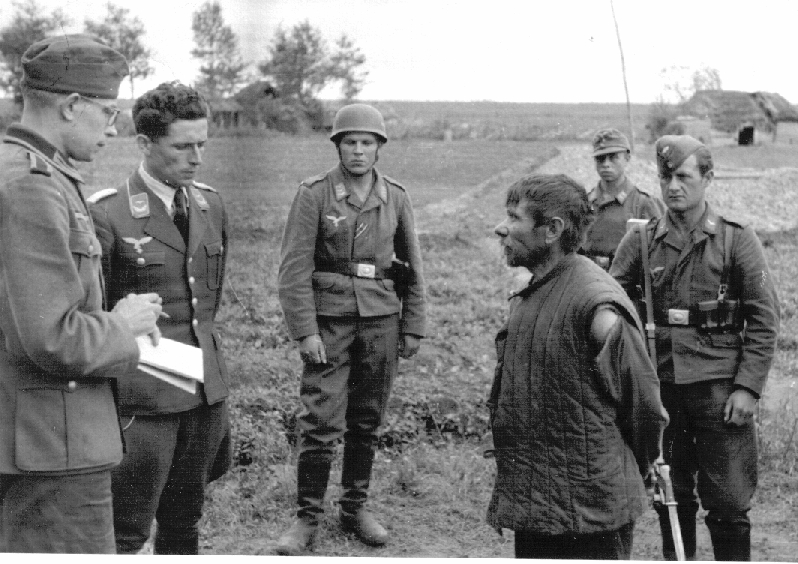
Laut Originalbildunterschrift: Fallschirmjäger verhören einen gefangenen Partisanen, Sommer 1942

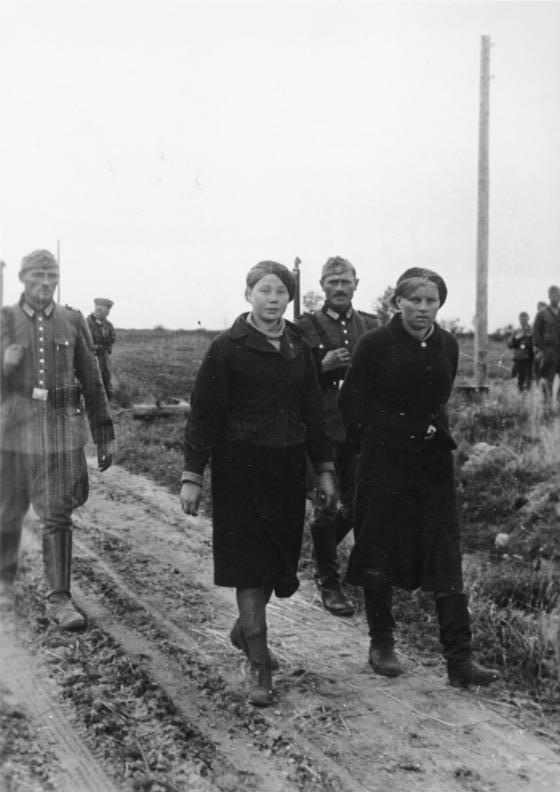
Zwei von der Ordnungspolizei verhaftete weibliche Zivilisten, die in der Originalbildunterschrift als Flintenweiber (Partisaninnen) bezeichnet werden, September 1942

Die Partisanenbekämpfung spielte in den ersten Wochen im Baltikum praktisch keine Rolle. Die drei Sicherungs-Divisionen 207, 285 und 281 sowie weitere kurzzeitig dem Kommando Roques unterstehende Verbände waren in den ersten Wochen des Feldzugs gegen die Sowjetunion damit beschäftigt, versprengte sowjetische Soldaten gefangen zu nehmen. Dabei leisteten in Litauen, Lettland und Estland aus Balten aufgestellte Selbstschutztruppen aktive Hilfe bzw. übernahmen sie auch ganz. Erst als im Juli altrussisches Gebiet unter die Kontrolle des Heeresgebiets kam, mussten die Sicherungsverbände ihre Suchaktionen nach versprengten Soldaten bzw. Partisanen verstärken. Nach einer Empfehlung „Gliederung und Arbeitsweise der Partisanen nach bisherigen Feststellungen und Vorschläge für ihre Bekämpfung“ der Heeresgruppe Nord vom 6. August wurde das Vorgehen verschärft. Es wurden erstmals Repressalien gegen ganze Dörfer durchgeführt.

Nach zunehmenden Sabotagefällen und Angriffen gab Roques am 14. September einen Tagesbefehl „Bekämpfung der russischen Partisanen“ heraus. In den vom Oberkommando des Heeres (OKH) am 21. März 1941 erlassenen „Richtlinien für die Ausbildung der Sicherungs-Divisionen und der dem Befehlshaber des rückwärtigen Heeresgebietes unterstehenden Kräfte, RH22/271“ war die Bekämpfung von Partisanen nur am Rande vorgekommen. Roques ging es deshalb im Tagesbefehl um Aufklärung seiner Truppen über die Partisanen. Roques stellte in seinem Tagesbefehl fest: 

„Da wir erst am Anfang der Partisanenbekämpfung stehen, lassen sich mangels genügender Erfahrungen allgemein gültige Kampfregeln noch nicht geben.“

 Er wies seine Truppen an, ein Netz von Vertrauensleuten in der Bevölkerung zu schaffen und Meldungen über Partisanen an das Heeresgebietskommando weiterzugeben. Er ermahnte die Truppe, Verdächtige nicht sofort zu erschießen, sondern sie zu verhören, um an Informationen über die Organisation der Partisanen zu kommen. Roques ging von militärisch organisierten Kampfgruppen der Partisanen von 10 bis 50 Mann aus. Er befahl ein offensives Vorgehen seiner Truppen:

„Grundsatz bei der Bekämpfung muss sein, dass wir die Partisanen beunruhigen nicht aber sie uns.“

 Er befahl, Jagdkommandos aufzustellen. Er plante auch die Räumung ganzer Dörfer an gefährdeten Straßen und Bahnstrecken. Der Tagesbefehl hebt die reibungslose Zusammenarbeit aller Dienststellen hervor, da die Partisanenbekämpfung bisher auf dem Dienstweg verzögert worden sei. Er verzichtete anders als die Heeresgruppe am 6. August auf verschärftes Vorgehen gegenüber der Zivilbevölkerung.
In der Folge wurden verschiedene Großunternehmen gegen Partisanen durchgeführt. Diese Großunternehmen blieben ziemlich erfolglos, da die Partisanen den deutschen Verbänden einfach auswichen.
Am 7. Oktober zog Roques in einem neuen Befehl aus dem bisherigen Verlauf der Partisanenbekämpfung seine Schlüsse. Auf Großunternehmen sollte künftig verzichtet werden. Gleichzeitig sollten die Sicherungs-Divisionen in kleinere Verbände aufgeteilt werden um nun flächendeckend die Ortschaften zu kontrollieren. Er ordnete eine Unterbindung des Zivilverkehrs auf den Straßen an. Ausweise sollten nicht mehr ausgestellt werden, da diese von Partisanen missbraucht worden waren. Er forderte verstärkte Propaganda gegenüber der Bevölkerung. Er verlangte eine gute Behandlung der Bevölkerung und ferner, Partisanen und Verdächtige nicht sofort zu erschießen, sondern je nach Lage zu entscheiden. Partisanen, die bei der Befragung wichtige Informationen gaben, sollten nicht erschossen werden. Partisanen, die sich stellten und nicht aktiv gekämpft hätten, sollten sogar freigelassen werden. Den Überläufern sollte ein fester Wohnsitz zugewiesen und sie vom Bürgermeister kontrolliert werden. Er hoffte, dass sich solches Handeln herumsprechen würde und so zu weiteren Überläufern führen würde. Kollektivmaßnahmen sollten nur noch ausnahmsweise durchgeführt werden, da diese die „Bauern den Partisanen in die Arme treiben.“ Die von Roques vorgesehene Behandlung von Partisanen bzw. Überläufern und Repressalien gegenüber Dörfern stand im Gegensatz zu Anweisungen des Oberkommandos der Wehrmacht (OKW) und OHK. Die Verbände des Berück scheinen diese neue Vorgehensweise umgesetzt zu haben. Wehrmachtverbände, welche nicht dem Berück unterstanden, griffen hingegen weiter zu Terrormaßnahmen. So wurden am 12. Oktober von Angehörigen der Luftwaffe fünf Anwohner erschossen und vier Dörfer niedergebrannt, als ein LKW bei einem Angriff verbrannte.

Von Juli bis Ende Oktober 1941 wurden 32.392 sowjetische Soldaten gefangen genommen und 1552 Soldaten bzw. Partisanen getötet. Im November konnten dann 515 Partisanen getötet werden, trotzdem kam es zu 26 Angriffen und 16 Gleissprengungen. Bereits am 19. Dezember verschärfte Roques das Vorgehen, als er eine „Änderung der Richtlinien für Feld- und Ortskommandanturen“ in Kraft setzte. Er ordnete eine permanente Kontrolle der Bevölkerung, insbesondere der wehrfähigen Männer, insbesondere die Zuwanderer, an. Er ordnete an: „Schuldig befundene werden erschossen.“ Zuwanderer ohne Verdachtsmomente sollten gefangen genommen werden. Die Gefangenen sollten Kriegsgefangenensätze erhalten. Diese Sätze reichten nicht zum Überleben und selbst diese wurden im Winter 1941/42 nicht ausgegeben. Roques hatte nun weitgehend die „Partisanenbekämpfungspolitik“ anderer deutscher Dienststellen übernommen. Im Winter ließen wegen der Witterung die Partisanenaktivitäten nach. In den ersten Monaten des Jahres 1942 erzielte die Rote Armee bei Gegenangriffen tiefe Einbrüche insbesondere im Befehlsbereich der 16. Armee. Im Bereich der 281. Sicherungs-Division erreichten sie auch das Heeresgebiet. Teilweise griffen hier reguläre Verbände in Zusammenarbeit mit Partisanen an. Im restlichen Heeresgebiet blieb es relativ ruhig, trotzdem wurde verstärkt zu Terrormaßnahmen gegriffen. Der Oberbefehlshaber der Heeresgruppe Nord Generaloberst Georg von Küchler hatte am 29. März angeordnet, alle Einwohner von Dörfern zu erschießen, welche sich nicht ausweisen konnten. Im März ordnete Roques Partisanenbekämpfungslehrgänge an. Diese Lehrgänge fanden, anders als im Heeresgebiet Mitte, ohne die SS statt. Er befahl ferner die Aufstellung mobiler Jagdkommandos. Er ordnete an, die Bekämpfung durch die jeweiligen Feldkommandanturen durchführen zu lassen und nicht durch die Sicherungs-Divisionen. Da er annahm, dass diese ihr Gebiet am besten kennen würden. Gegen größere Partisanenverbände sollten temporäre Schwerpunkte gesetzt werden. Da zu wenig deutsche Sicherungsverbände vorhanden waren, da einige Truppen an die Front geschickt worden waren, ordnete Roques im März die „Aufstellung von Kampf- u. Sicherungsverbänden aus Landeseinwohnern im Osten“ an, da er sich vergeblich um SS- und Polizeiverbände bemüht hatte. Im Sommer nahmen die Partisanenaktivitäten stark zu. Die Partisanen konzentrierten sich darauf, die deutsche Besatzungsverwaltung zu destabilisieren und den Nachschub anzugreifen. Die Partisanen töteten kollaborierende Einwohner, insbesondere Bürgermeister und deren Familien, da die vorhandenen einheimischen Ordnungskräfte in den Dörfern nur schwach bewaffnet waren. Es kam ferner zu Plünderungen und Zerstörungen von Betrieben. An militärischen Zielen wurden Straßen, Bahnstrecken und Brücken angegriffen. Vor direkten Angriffen auf deutsche Soldaten schreckten die Partisanen meist noch zurück. Von der 285. Sicherungs-Division wurden an einer Bahnstrecke im Abstand von einem Kilometer deutsche Posten errichtet. Zwischen diesen Posten mussten vier Anwohner, auch Frauen, Posten beziehen. Im Fall von Anschlägen wurden Vergeltungsmaßnahmen gegen Anwohner angedroht. Roques empfahl dieses Vorgehen anderen Verbänden. In einem Korpsbefehl stellte er noch einmal klar, dass die Feldkommandanturen für die Bekämpfung der Partisanen und die Bahnsicherung zuständig seien und dies gegenüber anderen Einheiten durchzusetzen sei, da es zu Kompetenzproblemen gekommen war. Er ordnete am 27. Juli an:

„Diese Banden müssen gejagt werden, wie der Jäger das Wild jagt.“

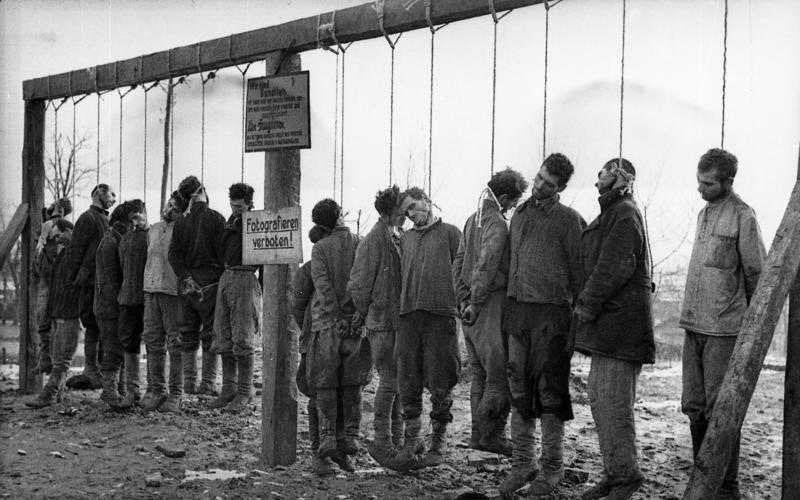
Als Partisanen gehängte Männer, Januar 1943

Taktische Anweisungen von Roques zur Partisanenbekämpfung wurden teilweise vom OKH und der SS übernommen. Im Oktober kam es im Heeresgebiet zu 104 Gefechten und 90 Gleissprengungen. Anders als im Heeresgebiet Mitte, wo zu jener Zeit alle Sicherungsverbände zur Bahnsicherung eingesetzt wurden, ordnete Roques an, nur die nötigsten Verbände dazu abzustellen. Die anderen Verbände wurden zur offensiven Bekämpfung von Partisanen eingesetzt. Im Heeresgebiet operierten fünf Partisanenbrigaden, die von der Roten Armee durch die dünn besetzte Frontlinie ins Heeresgebiet geschickt worden waren. Im September wurde die 388. Feldausbildungsdivision zur Unterstützung ins Heeresgebiet gesandt. Ende Oktober ordnete Roques die Schaffung eines Niemandslandes, u. a. Kahlschlag der Flächen von 100 m Breite beiderseits von Bahnstrecken, und Zwangseinsatz der Anwohner zum Bahnschutz an, obwohl die 285. Sicherungs-Division dieses bereits wieder eingestellt hatte, da dadurch Arbeitskräfte für andere Aufgaben fehlten. Im Oktober konnten die Sicherungseinheiten vier der fünf Partisanenbrigaden in einem Großunternehmen im Großraum Pskow zerschlagen. Roques stellte in einer Anordnung vom 6. November fest, nachdem trotz der Meldung von 113 toten Partisanen keine Toten und Waffen gefunden wurden:

„Wenn auch vielleicht einige Tote mitgenommen, andere in den Häusern verbrannt sein mögen, so bleibt doch auffallend, dass von so vielen Toten keine liegen geblieben sein sollen. Unwillkürlich fragt man sich, worauf sich denn die Zahlenangabe stützt und kommt zu einem Zweifel an der ersten Meldung. Wenn aber die Führung sich nicht auf die Meldungen der Truppe verlassen kann, fehlen ihr die Grundlagen für die Beurteilung der Lage und ihre Entschlüsse. Ich mache es jedem Führer zur ernsten Pflicht, sich unbedingt an die Wahrheit zu halten und jede Übertreibung nach der einen oder anderen Seite zu unterlassen.“

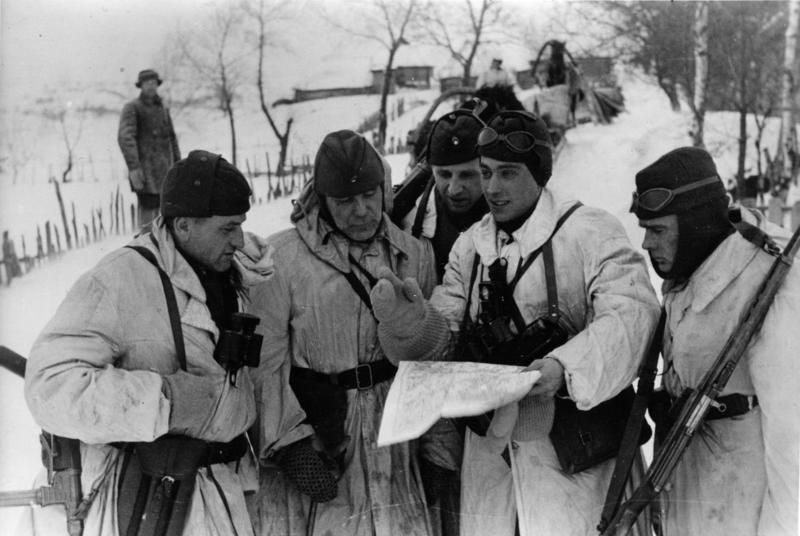
Stab eines lettischen Jagdkommandos, 1943

Im November beruhigte sich die Partisanenlage etwas, aber im südlichen Heeresgebiet tauchten Partisanenverbände auf, die Großunternehmen im Gebiet der Heeresgruppe Mitte ausgewichen waren und weitere, die durch die Frontlinie hindurch gesickert waren. Im südlichen Heeresgebiet wurden 37 Bürgermeister bzw. Dorfälteste und 35 weitere Kollaborateure von Partisanen ermordet. Da die Deutschen sie in diesen Gebieten nicht schützen konnten, wurden dort die Nahrungsmittellieferungen an die deutsche Verwaltung eingestellt. Die Partisanen breiteten sich nun mit größeren Verbänden Richtung lettische Grenze und nach Opotscha aus. Roques stellte am 30. Januar 1943 fest, dass die Partisanen nun planmäßig die wehrfähigen Männer rekrutierten und alle Personen erschossen, die mit Deutschen zusammenarbeiteten. Bürgermeister flohen nun in den Schutz deutscher Stützpunkte. Als bei einer Bürgermeisterversammlung acht davon bestialisch ermordet wurden, folgte als Vergeltungsmaßnahme, dass 140 Partisanen bzw. Verdächtige erschossen wurden. Die Partisanenbekämpfung führte zunehmend zu bloßen Terrormaßnahmen mit Erschießungen und Niederbrennen von Dörfern. So wurden beim „Unternehmen Schneehase“, laut Abschlussbericht vom 15. Februar, 2283 Menschen erschossen und 288 für den Arbeitseinsatz zusammengetrieben. In Zusammenarbeit mit der 16. Armee wurden mehrere Großunternehmen durchgeführt, wobei immer wieder eine große Anzahl getöteter Partisanen gemeldet wurde. Ein Großteil der Toten bestand aber aus Zivilisten, die als Verdächtige erschossen wurden, während die Partisanenverbände einfach auswichen. Nach kurzer Ruhe rückten die Partisanen wieder in ihre alten Gebiete zurück. Mit Beginn der Schlammperiode (Rasputiza) übergab Franz von Roques sein Kommando an General der Infanterie Kuno-Hans von Both.

## Nachkriegszeit
Roques wurde nach Kriegsende nicht interniert, aber im Herbst 1946 in Nürnberg zu seinem Dienst als Befehlshaber des Rückwärtigen Heeresgebietes der Heeresgruppe Nord sechsmal verhört. Während sein Cousin Karl von Roques, der ebenfalls wegen seines Dienstes als Befehlshaber eines Rückwärtigen Heeresgebietes verhört wurde, verhaftet wurde, blieb Franz von Roques unbehelligt. Beim OKW-Prozess, einem der zwölf Nürnberger Nachfolgeprozesse, wurde Karl von Roques am 5. Februar 1948 als einer von zwölf Generälen angeklagt. Franz von Roques gab für den Prozess nur eine eidesstattliche Erklärung ab und musste nicht als Zeuge aussagen. Am 28. Oktober 1948 wurde Karl zu zwanzig Jahren Haft verurteilt. Sein Cousin Franz setzte sich in der Folgezeit bis zum Tod von Karl im Dezember 1949, unterstützt von den beiden großen Kirchen, vergeblich für ein Gnadengesuch ein.
Im Jahre 1951 verfasste Franz von Roques eine 117-seitige Ausarbeitung „Befehlshaber im rückwärtigen Heeresgebiet Nord“. Im gleichen Jahr übergab er seinen Nachlass ans Hessische Staatsarchiv in Marburg. Dieser Nachlass ging 1966 ans Bundesarchiv Abteilung Militärarchiv in Freiburg. Er enthält u. a. seine Ausarbeitung, sein persönliches Kriegstagebuch von 1914 bis 1919 und persönliche Papiere seiner Militärzeit. Die Personalakte von Roques ist hingegen verloren gegangen.